# Racconigi (metropolitana di Torino)
Racconigi è una stazione della metropolitana di Torino, sita sotto corso Francia, all'altezza dell'incrocio con corso Racconigi e corso Svizzera.

## Storia
La fermata è stata inaugurata il 4 febbraio 2006, durante l'apertura del primo tratto della metropolitana torinese, da Fermi a XVIII Dicembre: al suo interno sono presenti le decorazioni di Nespolo (vetrofanie), raffiguranti il castello di Racconigi, con i propri blasoni araldici.

## Interscambi
La stazione consente l'interscambio con la rete di superficie GTT.

## Servizi
- Biglietteria automatica